# گوش دریای شیلیایی
گوش دریای شیلیایی (نام علمی: Concholepas concholepas) نام یک گونه از تیره حلزون‌های خاردار است.